# Ніргідма де Торгаут
Ніргідма Торгутська, у Франції Ніргідма де Торгаут (фр. Nirgidma de Torhout, 24 грудня 1907, Токіо — 28 вересня 1983, Лувесьєнн) — монгольська принцеса кочового народу торгутів, нащадок Чингісхана, вона також є двоюрідною бабусею лами Цем Тулку Рінпоче. Окрім рідної, володіла чотирма мовами: французькою, англійською, китайською та російською.
Від народження не мала прізвища, після переїзду до Франції називалася de Torhout (буквально «торгутська, з народу торгутів»), причому прізвище вимовлялося де Торгаут, оскільки французи хибно асоціювали його з бельгійським містом Торгаут (Torhout).

## Біографія

### Сім'я
Її дідом був принц Баяр народу торгутів.
Її батьком був принц Палта з народу торгутів, який походив з давнього роду ойратських аристократів. Він вивчав військову науку в Токіо з 1906 по 1908 рік, був губернатором аймака Алтай з 1908 по 1917 рік, потім став сенатором Китайської Республіки, був одружений з двома жінками, від яких народилися четверо дітей: Мінджурдорж і Ніргідма від першого шлюбу, Цедендорж і Серцо від другого шлюбу, від матері з племені хошууд.
Її старший брат, Мінджурдорж (китайське ім'я Мінг'юр Ван), був прийнятий у 1915 році до офіцерської школи в Санкт-Петербурзі з особливої ласки царя Миколи II. Через три роки, після смерті батька, він повернувся до Пекіна, успадкувавши його титули, і разом зі своєю дружиною, королевою Дечен, присвятив себе підвищенню добробуту свого народу. У 1949 році він утік з родиною до Тибету, пройшовши через Індію, а потім емігрував на Тайвань. Він був членом парламенту Тайваню та помер у 1975 році. Він також є дідом лами Цем Тулку Рінпоче.
Її другого брата, Цедендоржа (китайське ім'я Це Шаочжень), відправили до Німеччини, звідки він повернувся на початку Другої світової війни, щоб викладати німецьку мову в Католицькому університеті Пекіна (він розповідає про це в автобіографії «Фланер у старому Пекіні»).
Її сестра, Серцо, добре володіла монгольською, китайською, англійською, французькою та японською мовами, але померла у віці 17 років.

### Біографія
У молодості вона жила в наметах та юртах кочових таборів одного з найбільших ойратсько-монгольських племен у північно-західній провінції Сіньцзян, кочуючи численними алтайськими степами Монголії, Китаю та Росії зі своїми табунами коней, верблюдів та овець.
Здобула західну освіту, згідно з побажанням батька, у школі Святого Серця в Пекіні, потім в університетах Парижа та Брюсселя, де протягом семи років вивчала політологію, літературу та музику. Її брат, Цедендорж, у той самий період правив східним крилом племені торгутів у Китаї.
Дружила з П'єром Тейяром де Шарденом, з яким познайомилася між 1923 і 1926 роками в Китаї.
З нею зустрічалися дуже багато відомих особистостей, зокрема: у 1929 році швед Франс Август Ларсон, місіонер у Монголії ; у 1932 році данський дослідник і письменник Хеннінг Хаслунд-Крістенсен, спеціаліст з Монголії та її культури; у 1947 році нідерландець Карл Баркман, дипломат і посол Греції. Усі схвально відгукувалися про її бездоганне знання мов (китайської, французької, російської, англійської) та знання культури, яке охоплює як Азію, так і Захід. Її сфотографував Ман Рей.
У листопаді 1932 р. журнал National Geographic вмістив про неї статтю. Кореспондент і фотограф Мен'ярд Оуен Вільямс зробив її фотографію. Того ж року в місті Урумчі (столиця Сіньцзяну) вона зустріла Жоржа Ле Февра, історика експедицій того ж журналу.
З 1932 по 1935 рік данський дослідник Хеннінг Хаслунд-Крістенсен написав кілька книжок про історію монгольських народів та їхній спосіб життя, спираючись на інформацію, надану принцесою Ніргідмою.
У 1937 році опубліковано книжку «Вісімнадцять монгольських пісень та віршів», збірку принцеси Ніргідми з Торхута, перекладену мадам Юмбер-Соважо, з музичними нотами, монгольським текстом, коментарями та перекладами, видану Східною бібліотекою Поля Гьотнера в колекції Музичної бібліотеки музею Гіме під керівництвом Філіпа Стерна.
14 вересня 1939 р. у місті Шанхай, Китай, вона вийшла заміж за французького дипломата, тодішнього консула в Пекіні, Мішеля Бреаля (1896—1973), пізніше призначеного послом в Афганістані (1952—1954), Лаосі (1954—1955) та Таїланді (1958—1959).

## Сім'я
Під час перебування у Внутрішній Монголії наприкінці 1920-х рр. у принцеси народилося двоє синів, Жан-Шарль де Торгаут (1927—2005) і Боні Норіо де Торгаут (1930—1997), яких усиновив її чоловік Мішель Бреаль.
Померла в 1983 році в Парижі.